# Mirza Abdollah
Mirza Abdollah (noto anche come Agha Mirza Abdollah Farahani) (in persiano: میرزا عبدالله فراهانی; Teheran, 1843 – 1918) è stato un musicista iraniano suonatore di tar e setar.

## Biografia
Viene considerato fra I musicisti più significativi della storia della musica persiana, musicista di corte della dinastia Qajar. Nato a Teheran, assieme al suo fratello minore Mirza Hossein Gholi, iniziò lo studio della musica con il padre Ali Akbar Farahani, noto musicista del tempo.
Egli è noto per I suoi radif per tar e setar e per la sua capacità nell'insegnamento. Abolhasan Saba, Esmaeil Ghahremani e Ali-Naqi Vaziri furono suoi allievi.